# Миссис Уинтерборн
«Миссис Уинтерборн» (англ. Mrs. Winterbourne) — американская комедийная мелодрама 1996 года с участием Ширли Маклейн, Рики Лейк и Брендана Фрейзера. Она частично основана на романе Корнелла Вулрича, «I Married a Dead Man». Съёмки прошли в Торонто и его окрестностях, включая Итон-Холл в Кинг-Сити, Онтарио.

## Сюжет
В свой 18-й день рождения Конни Дойл знакомится с подонком Стивом Декунцо. Она переезжает к нему и через некоторое время обнаруживает, что беременна. Он выгоняет ее, когда она отказывается делать аборт. Несколько месяцев спустя Конни случайно попадает в поезд на вокзале Гранд-Сентрал. Без билета и денег Конни спасает Хью Уинтерборн, который приглашает ее в свое личное купе. Она знакомится с его женой Патрицией, которая тоже беременна. Патриция показывает Конни свое обручальное кольцо. Она предлагает Конни примерить его. Когда поезд внезапно попадает в аварию, Конни остается одна в личном купе.
Восемь дней спустя Конни приходит в себя в больнице и обнаруживает, что родила мальчика. Ее нашли в спальном вагоне Уинтерборнов с обручальным кольцом на пальце и приняли за Патрицию. Она узнает, что Патриция и Хью оба погибли в аварии. Конни пытается все объяснить, но ей не дают этого сделать сотрудники больницы, которые считают ее истеричкой. Мать Хью, Грейс, у которой больное сердце, никогда раньше не видела Патрицию, поэтому она считает, что Конни — ее невестка. Грейс звонит и просит Конни приехать в поместье Уинтерборнов. Поскольку ехать больше некуда, Конни принимает приглашение, ее отвозит Пако, верный шофер Уинтерборнов. Там Конни знакомится с Биллом, братом-близнецом Хью. Когда шок от встречи с Биллом проходит, она начинает новую жизнь. Конни называет своего новорожденного сына Хьюи, в честь его предполагаемого отца. Ее новая жизнь совсем другая, и ей трудно приспособиться к ней. Конни помогает Грейс адаптироваться и преобразиться внешне.
Между тем, поскольку полиция считает, что Патриция была Конни, они говорят Стиву, что Конни и их нерожденный ребенок умерли. Стив демонстрирует безразличие.
Билл расспрашивает Конни подробности ее жизни, подозревая ее во лжи. Раздраженная этим, Грейс пытается их подружить и приводит Конни в кабинет Билла, они гуляют по Бостону и начинают сближаться. В течение дня Конни случайно подписывается своим настоящим именем, которое замечает Билл. Он наводит справки о Конни и готовится разоблачить ее, когда узнает, что Грейс планирует изменить свое завещание, включив в него Конни и малыша Хьюи. Однако он меняет свое мнение, когда Конни расстраивается и умоляет Грейс не включать ее и Хьюи в завещание, доказывая ему, что она не охотится за деньгами семьи. Протесты Конни заставляют Грейс еще больше захотеть включить их в завещание. Затем Билла и Конни призывают помочь пьяному Пако, разбитому горем. Он требует, чтобы Билл и Конни станцевали танго, прежде чем он заснет. Они танцуют и обмениваются несколькими поцелуями. Билл переживает, что влюблен во вдову своего брата, Грейс утешает его.
Конни получает анонимное письмо с вопросом: Кто ты? И чей это ребенок? Она чувствовала себя виноватой за то, что воспользовалась добротой Грейс и беспокоится, что раскрытие правды поставит под угрозу ее жизнь. Она решает уехать с Хьюи, Билл находит ее упаковывающей вещи. Он пытается убедить ее остаться, делая ей предложение. Билл просит ее обдумать решение. Конни решает сбежать. Пако следует за ней на вокзал, рассказывает о своем темном прошлом и заставляет ее понять, что она и ребенок так же ценны для Грейс, как Грейс для них. Конни возвращается домой и обнаруживает, что у Грейс случился сердечный приступ из-за ее внезапного исчезновения. Они обсуждают предложение Билла и Грейс просит Конни никогда не забирать ребенка. Она решает смириться с ситуацией и соглашается выйти замуж за Билла как Патриция Уинтерборн.
Стив увидел рекламный снимок Конни в роли Патриции и послал ей то самое письмо. Он шантажирует ее и заставляет встретиться с ним на следующий день, иначе он пойдет к Грейс и доведет ее до очередного сердечного приступа. Грейс, видя отчаяние Конни, посылает Пако вслед за Стивом. В мотеле Стива Конни выписывает ему чек, чтобы он оставил ее и ребенка в покое. Если Конни пойдет в полицию, Стив воспользуется чеком как доказательством того, что Конни обратилась к нему с этой идеей. Конни, испугавшись, что Грейс умрет, если она испугается похищения Хьюи, возвращается в поместье и крадет пистолет из витрины, а затем возвращается в мотель, чтобы напугать Стива, чтобы он вернул компрометирующий чек. Она не понимает, что Стив уже мертв, и случайно выстреливает из пистолета. Билл врывается на звук выстрела, Конни говорит ему, что не убивала Стива. Она уговаривает Билла не звонить в полицию и принимается искать свой чек. Не найдя его, она и Билл убегают с места происшествия, не зная, что Пако видит их бегство снаружи мотеля. Именно тогда Конни начинает рассказывать Биллу о лжи, которой она жила, но Билл рассказывает ей, что уже знает правду, и что он любит ее несмотря ни на что.
На следующий день они женятся, священник говорит Биллу и Конни, что Грейс находится за пределами церкви и признается в убийстве Стива лейтенанту полиции, который пришел поговорить с Патрицией Уинтерборн. Они бросаются к Грейс, и каждый из них признается в убийстве, пытаясь защитить другого. Пако прибывает как раз вовремя, чтобы дать показания.
Полицейские рассказывают им, что убийца уже задержан. Они пришли в церковь только для того, чтобы расспросить Конни о ее чеке. Убийцей оказалась женщина, с которой Стив начал встречаться после того, как бросил Конни. Как и Конни, она забеременела, и Стив бросил ее.
Конни рассказывает правду о происхождении Хьюи Грейс, которая говорит, что все равно примет и Конни, и Хьюи, добавив, что хотела бы иметь больше внуков. Свадьба продолжается, Билл дарит Конни обручальное кольцо с выгравированной на внутренней стороне надписью. Таким образом, Конни, которая притворялась миссис Уинтерборн, наконец, становится ей.

## В ролях
- Ширли Маклейн — Грейс Уинтерборн
- Рики Лейк — Конни Дойл/Патрисия Уинтерборн[4]
- Брендан Фрейзер — Билл и Хью Уинтерборн
- Мигель Сандовал — Пако
- Лорен Дин — Стив Декунцо
- Питер Джерети — священник

## Прием
Фильм получил в основном отрицательные отзывы. На сайте Rotten Tomatoes фильм имеет рейтинг 10 % из 30 рецензий. Зрители, опрошенные компанией Cinematic, дали фильму среднюю оценку B по шкале от А+ до F. Он собрал в прокате всего 10 миллионов долларов при бюджете в 25 миллионов долларов.